# Samuel Donnay
Samuel Donnay (Flémalle-Grande, 17 mei 1866 - 20 januari 1929) was een Belgisch volksvertegenwoordiger en burgemeester.

## Levensloop
Samuel Donnay had protestantse ouders. 
Hij stichtte de coöperatieve vereniging l'Alliance ouvrière in Flémalle-Grande (1887) en stichtte de Société de Secours Mutuels l'Alliance (1897).
In 1886 werd hij verkozen tot gemeenteraadslid van zijn gemeente en was er schepen tot in 1912. Hij werd dienstdoende burgemeester van 1896 tot 1900 en van 1912 tot 1914. Hij werd tot burgemeester benoemd in 1914 en vervulde dit ambt tot aan zijn dood.
Na in 1898 verkozen te zijn geweest tot provincieraadslid, werd hij in 1902 verkozen tot socialistisch volksvertegenwoordiger voor het arrondissement Luik en vervulde dit mandaat tot in 1904. Hij werd opnieuw verkozen in 1908 en bleef dit toen tot in 1925.